# アクセルジャンプ

アクセルジャンプ

アクセルジャンプ（Axel jump）は、フィギュアスケートにおけるジャンプの種類のひとつ。名称はノルウェーのフィギュアスケート選手アクセル・パウルゼンに由来する。単にアクセルとも呼ばれる。ISU（国際スケート連盟）が認定する6種類のジャンプの中で最も難易度が高いとされるジャンプである。

## 解説
空中での回転の方向が反時計回りの場合、左足の（時計回りなら右足の）アウトサイドで前向きに踏み切って跳ぶジャンプ。
このジャンプは、右足バックアウトサイドに重心を乗せた状態から、重心を左足フォアアウトサイドに移動させると同時に、右足を回転方向と同じ方向に振り上げ跳び上がり、なおかつ振り上げた右足をそのまま空中での軸とすることができるため、6種類のジャンプの中で最も回転力、飛距離を得やすいジャンプとなっている。しかし、前向きに踏み切り、後ろ向き着氷のため他のジャンプより半回転多く回らなければならずその難易度は最も高い。評価の基礎点も他ジャンプとは一線を画し最も高いものとなっているが、その分出来栄えによる加減点（GOE）幅も大きく設定されている。
ショートプログラム（SP）においてアクセルジャンプはダブル（2回転半）もしくはトリプル（3回転半）が必須要素となっている。なお、フリープログラム（FS）において、このジャンプのみ最低1回は入れなければならない（回転数は問わない）。
なお、1回転半に満たないアクセルジャンプ（単に半回転のジャンプ）はスリージャンプ（またはワルツジャンプ）と呼ばれ、フィギュアスケートにおけるジャンプの入門として教えられる事が多い。新採点方式の競技会においては無回転のアクセルとみなされ、採点表には「A」と記載され得点は0点となる。

## 歴史
1882年のウィーンで開かれた国際大会 (Great International Skating Tournament) でノルウェーのアクセル・パウルゼンが初めて跳んだのが始まりとされている。このときフィギュアスケート用ではなくスピードスケート用のスケート靴で行った。1920年には同じノルウェーのソニア・ヘニーが女子選手として初めてシングルアクセル（1回転半）に成功した。
1948年サンモリッツオリンピックでアメリカのディック・バトンがダブルアクセル（2回転半）を成功させ、1953年には同じくアメリカのキャロル・ヘイスが女子選手として初めてダブルアクセルに成功した。
1978年にカナダのヴァーン・テイラーが世界選手権でトリプルアクセル（3回転半）を成功させ、1988年にNHK杯で日本の伊藤みどりが女子選手として初めてトリプルアクセルに成功した。
2006年にアメリカの井上怜奈&ジョン・ボルドウィン組がトリノオリンピックペア競技SPでもISU公式戦初となるスロートリプルアクセルを成功させた。
2010年に日本の浅田真央がバンクーバーオリンピックで、1大会に女子最多の計3回のトリプルアクセルを成功させたとしてギネス世界記録に認定された。
2022年USインターナショナルクラシックにおいて、アメリカのイリア・マリニンが史上初めてクワッドアクセル（4回転半）を成功させた。